# Max-Morlock-Stadion
Grundig Stadion je fotbalový stadion v bavorském Norimberku. Byl otevřen v roce 1928 a jeho kapacita činí 50 000 diváků. Své domácí zápasy zde hraje tým 1. FC Norimberk. Na tomto stadionu se hrálo pět zápasů Mistrovství světa ve fotbale 2006 a některé zápasy Letních olympijských her 1972.